# 柴舟小出

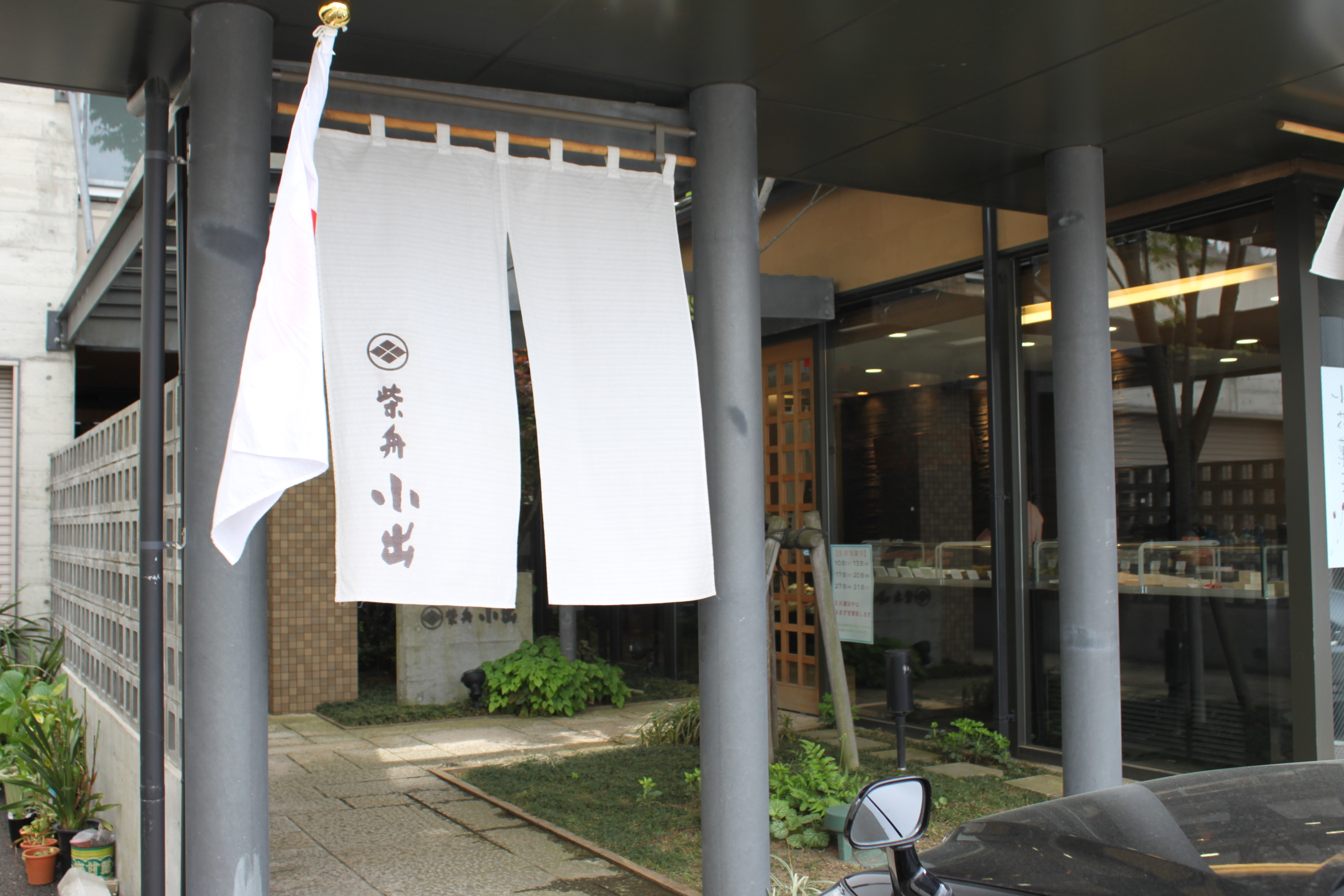
野町店（2009年）

株式会社柴舟小出（しばふねこいで）は、石川県金沢市に本社を置く和菓子の製菓業者である。

## 概要
大正時代に創業し、主に金沢の伝統銘菓である柴舟を生産、販売している。もともとは、あん巻、太鼓万頭、せんべいを生産、販売していたが、1950年（[[昭和25年）から柴舟を生産、販売し始めた。本社は開業当初は、六斗林にあったが、野町六丁目を経て現在の横川七丁目に落ち着いた。本社屋隣に生産工場を構えており、他にも平成23年に竣工したいなほ工場がある。店舗は市内にしかないが、富山県や東京都、大阪府、福岡県、北海道など、全国にある一部の百貨店やイオングループ店舗に取扱店舗がある。

## 沿革
- 1917年（大正6年） - 金沢市六斗林にて独立開業。
- 1922年（大正11年） - 野町六丁目16番地に本社を移転。
- 1924年（大正13年） - 石川郡菓子品評会で入賞。
- 1952年（昭和27年） - 金沢ステーションデパートに出店。
- 1963年（昭和38年）7月 - 横川町に工場建設、移転。
- 1969年（昭和44年）11月 - 本社屋横川工場に建設、第1回優良法人の表彰を受ける。
- 1986年（昭和61年） - 横川町に本社屋及び新工場移転完成。
- 2011年（平成23年）5月 - いなほ新工場完成。

## 店舗一覧

### 本社・直営店・工場
いずれも金沢市内。
- 本社
  - 横川店
  - 横川工場
- いなほ店
  - いなほ工場
- 野町店
- 百番街店
- 駅西店
- 東山店

### 取扱店
- 札幌市中央区 - 東急百貨店さっぽろ店
- さいたま市 - 伊勢丹浦和店
- 中央区 -  日本橋三越
- 渋谷区 - タカシマヤタイムズスクエア・東急百貨店東横店
- 立川市 - 伊勢丹立川店
- 横浜市西区 -  横浜髙島屋
- 富山市 -  富山大和
- [[小松市 - アルプラザ小松・ゆのくにの森
- 加賀市 - イオン加賀の里
- かほく市 - イオンかほく店
- 名古屋市中村区 - JR名古屋高島屋・名古屋名鉄百貨店本店
- 大阪市中央区 - 大丸心斎橋店
- 大阪市北区 - 阪急百貨店梅田本店
- 福岡市博多区 - 博多阪急